# Los Insurgentes
Los Insurgentes är en ort i Mexiko.   Den ligger i kommunen Álamo Temapache och delstaten Veracruz, i den sydöstra delen av landet, 220 km nordost om huvudstaden Mexico City. Los Insurgentes ligger 47 meter över havet och antalet invånare är 147.
Terrängen runt Los Insurgentes är huvudsakligen platt, men söderut är den kuperad. Runt Los Insurgentes är det ganska tätbefolkat, med 65 invånare per kvadratkilometer. Närmaste större samhälle är Temapache, 18,0 km nordost om Los Insurgentes. Trakten runt Los Insurgentes består till största delen av jordbruksmark.